# 蝙蝠侠：阿卡姆疯人院
《蝙蝠侠：阿卡姆疯人院》是一款根據DC漫畫的《蝙蝠俠》所改編的动作冒險潛入類遊戲，在Microsoft Windows、PlayStation 3和Xbox 360上發行。它由Rocksteady Studios遊戲公司開發，Eidos Interactive與華納兄弟互動娛樂合作发行。遊戲於2009年8月25日從北美發行至全球，而Microsoft Windows版本則是在9月15日發行。
遊戲劇情由蝙蝠俠系列的歷年編劇保羅·迪尼所編寫，由多年蝙蝠俠系列劇情所改編。遊戲劇情主要講述蝙蝠俠的多年死敵—小丑率領大軍佔領了高譚市專門關押重度精神罪犯的阿卡漢精神病院，將蝙蝠俠和其他危險敵人困於其中後。小丑威脅會炸毀整座城市讓外界無法實施救援，蝙蝠俠只好在病院裏獨自作戰，突破小丑準備的一個又一個陷阱，最後乃至制止小丑的陰謀。遊戲大部分配音演員都是歷年為DC動畫宇宙配音的演員，其中包括凱文·康羅伊（蝙蝠俠）、馬克·漢米爾（小丑）、艾琳·索金（哈莉·奎茵）。此遊戲採用第三人稱遊戲角度，讓玩家以操控蝙蝠俠本人形式來在遊戲裏作戰。
遊戲發行後獲得了全方面的讚賞，被評為史上最佳漫畫超級英雄遊戲之一，好評主要集中於遊戲的敘事、劇情、玩法、遊戲世界設計和角色配音，其中讚賞凱文·康羅伊和馬克·漢米爾的出色配音。遊戲的成功使得Rocksteady開啟《蝙蝠俠：阿卡漢》遊戲系列，而遊戲續作為《蝙蝠俠：阿卡漢城市》在2011年11月發行。

## 遊戲操作

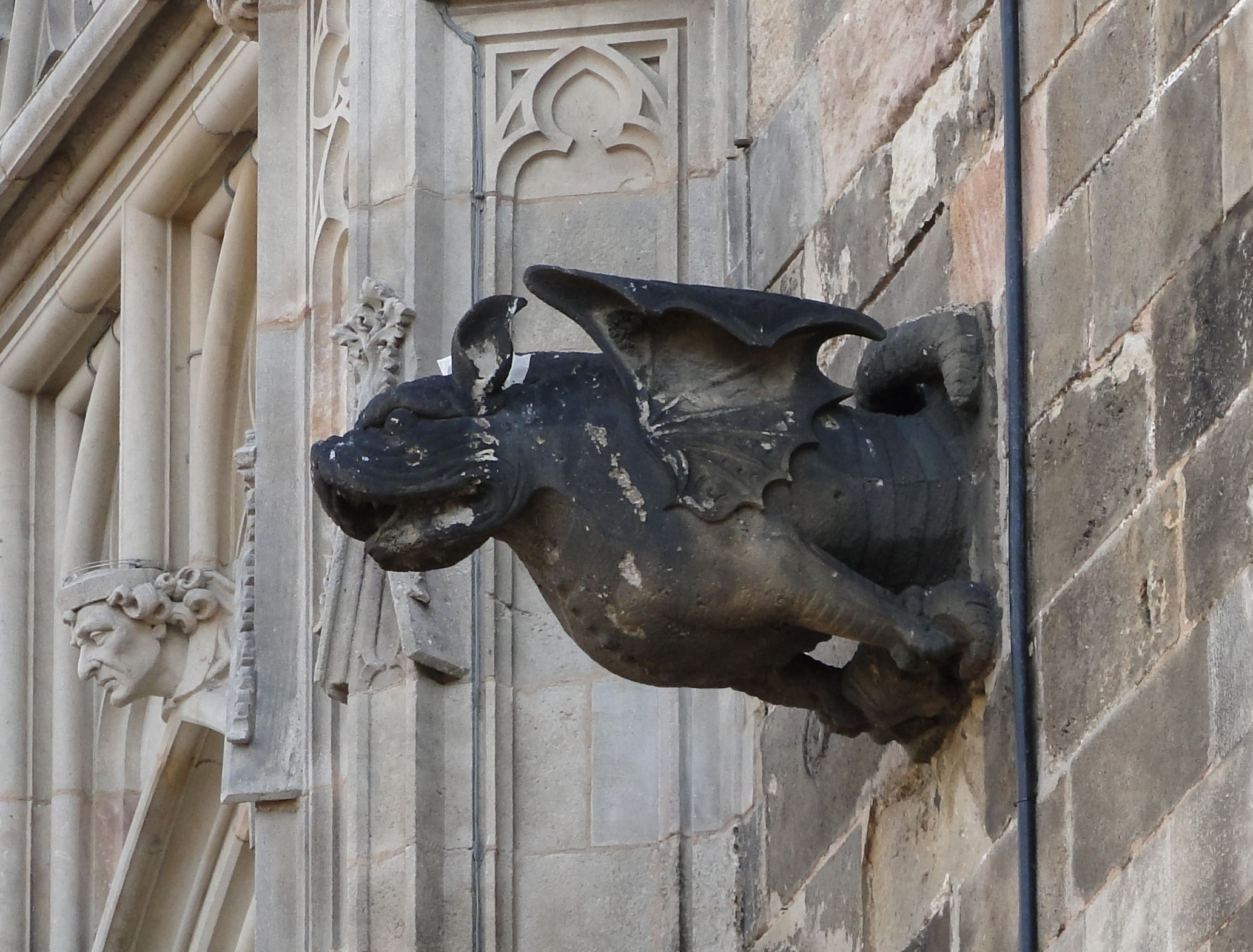
西班牙巴塞隆納聖尤拉莉亞大教堂上的石像鬼

遊戲採用第三人稱遊戲角度，主角蝙蝠俠在螢幕中為可見角色，視角能圍繞他自由移動。遊戲發生地點為阿卡漢精神病院，一所位於高譚市離岸區域內的監獄設施。遊戲開始時採用線性屬性，協助玩家掌握角色動作和行動方式，在進入島上主要範圍後則可自由探索遊戲版圖，但部分地區須待指定劇情章節完成後才解封。蝙蝠俠可進行的動作包括奔跑、跳躍、攀爬、蹲身、滑翔和以氣動爪鈎登上高點。
蝙蝠俠在遊戲中擁有「偵探視界」（Detective Vision），使用時能即時獲得環境資訊，遊戲世界將染上藍色以突出可互動物品，包括能被破壞的牆壁、能被拆下的金屬網架、附近區域內的敵人及其警覺程度、平民、屍體等。此模式也適用於追蹤足跡、調查氣味和解謎。
蝙蝠俠有多種用於戰鬥和探索的工具：蝙蝠鏢擲出後可使敵人短暫失去知覺或啟動遙遠的裝置，其遙控版本在擲出後可自由控制飛行路線，其聲波版本可吸引指定敵人或在引爆後擊昏附近敵人；爆炸凝膠（Explosive Gel）可炸毀弱質牆壁或地面，也可遙控引爆以造成瓦礫擊昏經過的敵人；纜線（Line Launcher）可用作點對點水平滑動；蝙蝠爪（Batclaw）能在發射後抓住遠方物品或敵人；密碼音波儀（Cryptographic Sequencer）可破解保全裝置、開啟新道路或關閉瘋人院內各種設施。部分區域須待蝙蝠俠取得相關工具後才能破解障礙得以前往，遊戲亦透過謎語人（Riddler）在瘋人院各處留下的謎語和收集品鼓勵玩家在主線劇情外探索遊戲版圖。遊戲共有240個收集品，包括謎語人獎盃、小丑假牙、部分瘋人院罪犯的會談錄音、以及瘋人院創始者遺留的阿卡漢編年史（The Chronicles of Arkham）加密訊息。取得收集品後可獲得經驗值和額外遊戲內容，包括考驗玩家戰鬥和潛行技巧的挑戰地圖、人物生平和角色塑像。
玩家可透過潛行或直面交鋒通過敵區域。遊戲的「自由流動」（Freeflow）戰鬥系統設有三個主要指令：攻擊（Attack）、迷亂（Stun）和反擊（Counter），容許蝙蝠俠在敵人間快速移動、進行連鎖攻擊和擋格敵攻擊，直至所有敵人倒地不醒為止，連續技愈長，蝙蝠俠將愈加迅捷和靈活，亦可使用各特殊技。戰鬥結束後能獲得經驗值以取得更多工具、戰鬥技能和提高生命值。經驗值多寡取決於連續技長度、戰鬥技能的多樣性和受傷次數。敵人作出攻擊前有警告提示，提示玩家可對該攻擊進行反擊，部分敵人需以特別方式制服：持刀敵人須先被迷亂方可被攻擊；持電擊棒敵人只能從後背攻擊；持槍者能對蝙蝠俠造成重大傷害。蝙蝠俠生命值會因受攻擊而下降，在戰鬥完結後能自動回復。
在強調潛行的捕獵戰中，玩家可使用各種捕獵戰術，包括無聲制敵、以爆炸膠使敵人失足、利用地上金屬網架從地下偷襲、藏身在角落後方待敵人接近後制敵、以蝙蝠鏢使敵人短暫失去意識、以蝙蝠爪把遠方敵人拉出欄杆等
。大部分捕獵模式區域之上方均有神龍石雕像協助蝙蝠俠取得制高點、藏身和視察區域。蝙蝠俠可從雕像滑翔降落攻擊敵人或以繩索垂直落到敵人上方，繼而把敵人懸掛在雕像下。敵人能對倒下的同伴作出反應，包括改變巡邏路線，使玩家必須作出相應對策。
遊戲的挑戰地圖自故事模式獨立，在完成劇情時逐漸開放，或透過追加下載內容取得。各地圖均有指定完成要求：戰鬥地圖目標為擊敗連續數輪的敵人；捕獵地圖目標為在制服區域內全部敵人時使用指定戰術。整體表現會被評分和與其他玩家進行排名。小丑為遊戲PS3版本的追加下載內容可使用角色(PS4版為完全版-升格成操作角色)，擁有其獨有戰鬥技能和武器，面對的敵人為瘋人院守衛和高登局長。

## 劇情

阿卡漢精神病院標誌

在高譚市，小丑針對市長辦公室發動襲擊後，被蝙蝠俠拘捕帶返阿卡漢精神病院所在島嶼；由於城市負責收押普通罪犯的黑門監獄因一場神秘火災而燒毀，不少小丑黨羽和罪犯都被移送拘禁於此。有感小丑是故意被捕，蝙蝠俠一同進入「重症治療中心」（Intensive Treatment Center）督察他。不出所料，小丑迅速逃脫監禁，其心腹兼戀人哈莉·奎茵劫持奎西·夏普院長（Quincy Sharp）掌控保安系統，受困其中的詹姆斯·高登局長也被一名為小丑擔任內應的警衛法蘭克·鮑斯挾持，而小丑很快殺死鮑斯以避免蝙蝠俠追蹤。由於小丑發出警告已在全市佈下炸彈，造成整座島嶼跟外界隔離，蝙蝠俠在神諭通訊協助下獨自進行任務。
蝙蝠俠離開治療中心，跟隨高登暗中留下的菸草蹤跡至「醫療機構」（Medical Facility），幫忙解救幾名遭挾持的醫生後，在地下室一度吸進稻草人釋放的恐懼致幻毒氣。蝙蝠俠走出幻覺並排除毒氣後，擊倒哈莉而救出高登，卻也在下方的研究室中找到骨瘦如柴、奄奄一息的班恩，獲知病院的醫學主管潘妮洛普·楊醫師（Dr. Penelope Young）抽走班恩體內用來強化身體的「毒液」（Venom）來做實驗。小丑遠程對班恩注回血液及參入的某種綠色化合物，使班恩的體能猛增並與蝙蝠俠展開戰鬥。蝙蝠俠花費一番力氣戰勝班恩，在外面遙控蝙蝠車將追出來的班恩撞進水中擊敗，隨後將高登送離島嶼返回城市處理市內的炸彈威脅。
蝙蝠俠來到位於病院地下的備用蝙蝠洞進行補給，調查瞭解到小丑這次故意被捕的目的，是為了取得楊醫師利用班恩體內的毒液改良出的綠色化合物「泰坦配方」（TITAN）；該配方原是為了使病人能經受更嚴峻的治療所調配，然而被小丑發現能夠讓人體快速擁有類似班恩一樣的超越常人之力量的作用。當楊醫師發現自己實驗的幕後資助者是小丑後拒絕合作，才迫使小丑謀劃這場暴動來奪取且自行完成配方。蝙蝠俠來到病院創始者故居「阿卡漢宅邸」（Arkham Mansion）尋找楊醫師途中，遭遇稻草人加大劑量的恐懼毒氣而回到父母被殺的夜晚，最後仍然成功走出幻覺，從維克多·薩斯手上救出楊醫師。楊醫師稱自己經受不住酷刑而已向小丑招供配方明細，向蝙蝠俠透漏一間用來開發泰坦配方的秘密實驗室，當她正要開啟存有實驗室解鎖密鑰的保險箱時，不慎誤觸小丑預設的炸彈陷阱而被炸死。
哈莉於病院「高度監牢區」（Penitentiary）開籠釋放毒藤女與大量瘋子，並召集黨羽迎戰蝙蝠俠卻失敗，因此被小丑背棄而遭蝙蝠俠送回監牢。蝙蝠俠營救夏普並得到他的門禁卡，隨後在「植物園」（Botanical Gardens）找到秘密實驗室。但小丑剛完成最終設計的「泰坦毒液」，且為爭取時間逃跑而對兩名部下注射毒液，使他們直接變成力大無窮的泰坦怪物。蝙蝠俠盡全力擊敗牠們並摧毀實驗室，發現配方是由生長於島嶼地底的某種基因改造植物中提煉而成，因此尋求坐鎮在花園裡的毒藤女協助，毒藤女表示唯一能製造出解藥的孢子生長於關押殺手鱷的下水道區。而蝙蝠俠剛一離開，小丑為毒藤女注射大量泰坦毒液，使她的植物操縱力量於一瞬間猛增，釋出大型植物蔓延覆蓋整座島嶼。
蝙蝠俠回到重症治療中心的下水道監牢區尋找殺手鱷，但稻草人佈下足以逼瘋十個人的最高劑量毒氣，蝙蝠俠在腦中花力氣戰勝恐懼後回到現實。走投無路的稻草人決定將剩餘藥劑扔進下水道來阻止蝙蝠俠前進，但他卻遭到殺手鱷襲擊而被拖進水中消失。蝙蝠俠冒險走進殺手鱷的巢穴，取得所需胞子劑量後用陷阱將殺手鱷制伏，並回到蝙蝠洞製作解藥，但只完成一劑量後，電腦就被蔓延進來的巨型藤蔓摧毀。蝙蝠俠折返回到主下水道區（Main Sewer Junction），卻發現小丑將製作泰坦毒液所剩下的大量化學廢料污染進地下儲水庫，為防止污水排入城市河流感染上千市民，蝙蝠俠到控制室關閉水泵，擊敗小丑派下去的大批人馬後返回植物園，經過一番戰鬥後擊敗毒藤女並阻止植物滋生。
小丑在病院「訪客中心」（Visitor Center）舉辦派對，派出泰坦怪物迎戰蝙蝠俠，並展示剛被抓回來的高登。為了阻止小丑向高登發射泰坦毒鏢，蝙蝠俠以自身承受毒鏢並全力抵抗身體突變，對此氣餒的小丑對自己身上注射大劑量毒液，隨即變成一隻巨型怪物，並把蝙蝠俠帶至在天台的格鬥場進行一對一戰鬥。蝙蝠俠對自己注射解藥後，於緊接之戰鬥中把小丑徹底擊敗。警察和保安隨即重奪病院控制權，重新逮捕所有罪犯，所有泰坦怪物包括小丑本人也以解藥恢復正常而送回監牢。蝙蝠俠從高登的警車通訊中獲悉中央銀行受雙面人搶劫，隨即乘坐蝙蝠戰機返回市區。當蝙蝠俠離開島嶼不久，海面上漂浮著一箱沒被查獲的泰坦毒液，被隨機出現的殺手鱷、稻草人、或是班恩一手抓住……

## 角色

### 蝙蝠家族
- 布魯斯·韋恩／蝙蝠俠（Bruce Wayne / Batman；凱文·康羅伊配音）
- 芭芭拉·高登／神諭（Barbara Gordon / Oracle；金柏莉·布魯克斯（英语：Kimberly Brooks）配音，僅聲音出場）

### 敵人
- 小丑（；馬克·漢米爾配音，遊戲主要反派）
- 哈莉·奎茵（Harley Quinn；艾琳·索金（英语：Arleen Sorkin）配音）
- 毒藤女（Poison Ivy；泰西亞·瓦倫查（英语：Tasia Valenza）配音）
- 稻草人（Scarecrow；迪諾·安卓拉迪（英语：Dino Andrade）配音）
- 殺手鱷（Killer Croc；史蒂芬·布魯姆（英语：Steven Blum）配音）
- 班恩（；佛萊德·塔阿索利（英语：Fred Tatasciore）配音）
- 維克多·薩斯（Victor Zsasz；丹尼·雅各布斯配音）
- 謎語人（The Riddler；沃利·溫格（英语：Wally Wingert）配音，解謎任務）
- 泥面人（Clayface；多數配音，客串出場）

### 其他人物
- 詹姆斯·高登局長（Commissioner James Gordon；湯姆·肯恩（英语：Tom Kane）配音）：高譚市警察局局長，蝙蝠俠的多年盟友，這次作為病院的訪客。
- 奎西·夏普院長（Warden Quincy Sharp；湯姆·肯恩配音）：阿卡漢精神病院的院長，一名表裡不一、目空一切的政客，災難發生時只想維護名聲來選市長。
- 亞倫·凱許（Aaron Cash；德維恩·R·謝潑德配音）：病院資深警衛，正直可信，蝙蝠俠的盟友，曾經被殺手鱷咬掉一隻手。
- 法蘭克·鮑斯（Frank Boles；丹尼·雅各布斯配音）：病院資深警衛，待人惡劣、殘酷不忠，與小丑結盟而協助他奪下病院。
- 潘妮洛普·楊（Dr. Penelope Young；克莉·桑默（英语：Cree Summer）配音）：病院主治醫生兼醫學主管，身為一名醫學天才，入職僅兩年就開創出泰坦計畫，然而成果卻被小丑利用。
- 葛麗琴·維斯勒（Dr. Gretchen Whistler；亞卓安妮·巴貝（英语：Adrienne Barbeau）配音）：病院精神科醫師，病院中最年長、最有經驗的醫生，試圖治療過殺手鱷、維克多·薩斯與謎語人。
- 莎拉·卡西迪（Dr. Sarah Cassidy；金柏莉·布魯克斯配音）：病院的年輕心理醫生，曾經治療過薩斯，卻反被他視為目標之一。
- 史蒂芬·凱勒曼（Dr. Stephen Kellerman；基斯·佛格森（英语：Keith Ferguson (voice actor)）配音）：病院心理醫生，曾經治療過稻草人與毒藤女，然而兩次都受對方影響。
- 艾迪·伯羅（Eddie Burlow；克里斯·考克斯（英语：Chris Cox (actor)）配音）：病院警衛之一。
- 傑克·萊德（Jack Ryder；詹姆斯·霍蘭（英语：James Horan (actor)）配音，僅聲音出場）：高譚記者。

## 遊戲細節
- 當玩家完成謎語人的所有挑戰後，可以在通訊中聽見謎語人因為所在位置被蝙蝠俠查獲而被攻進來的警察逮捕的聲音。另外，在謎語人的病人會談錄音裏，謎語人說過一句「反正那不是我的小孩」，這參考他在漫畫裏的家庭狀況：他有一個女兒。
- 當玩家解析完「阿瑪迪斯·阿卡漢之靈」藏於精神病院各處的23個「阿卡漢編年史」（The Chronicles of Arkham）訊息時，第23個會建議你去找出留下訊息之人的真實身份。而最後答案是，「阿瑪迪斯·阿卡漢之靈」實為奎西·夏普院長，遊戲透漏他曾經被診斷出精神分裂症。玩家回到他先前藏身的控制室可以發現他人已經消失，並在地上為蝙蝠俠留下第24個訊息。
- 稻草人在遊戲中的造型參考《猛鬼街系列電影（英语：A Nightmare on Elm Street (franchise)）》中的連環殺人魔弗莱迪·克鲁格，他手上所戴的針筒可以體現出來。
- 稻草人的錄音資料中提及過兩位名叫墨菲（Dr. Murphy）和康布斯（Dr. Combs）的醫生，這兩個名字取自《黑暗騎士三部曲》中稻草人的扮演者希里安·墨菲以及《蝙蝠俠：動畫系列》中稻草人的配音員傑佛瑞·康布斯。
- 玩家如果在完成故事前進入訪客中心，小丑會透過電視機和你講話，玩家在聽完笑話後離開前轉身，會發現電視的小丑支架改變姿勢，暗示著那「小丑支架」其實是小丑本人。
- 玩家在高度監牢區中可以遇見被監禁的泥面人，他會相繼變形為亞倫·凱許、奎西·夏普、以及詹姆斯·高登局長的模樣出現在玩家面前，此景象會作為謎語人的謎語之一。
- 遊戲發生時間位於《蝙蝠俠：致命玩笑》之後，遊戲中還包含部分元素。
  - 芭芭拉·高登在遊戲裏已經因為下半身癱瘓而坐上輪椅（可以在遊戲中的人物資料圖中確定），因此改用「神諭」代號替蝙蝠俠蒐集情報。
  - 蝙蝠俠提及小丑發郵件資助並威脅楊醫師所使用的假名“傑克·懷特”為小丑舊時代的化名之一。
  - 遊戲初期，蝙蝠俠在進入醫療中心前，若是於第二次進入訪客中心靠電視會面小丑時，小丑會說：「曾經有兩個關在精神病院的病人…啊，對了，你早就聽過這段子對吧？」該笑話則是在致命玩笑結尾中小丑為蝙蝠俠所講的。
  - 在結尾之戰時，蝙蝠俠在訪客中心對抗小丑黨羽時，小丑坐在一個用假人所堆積的王座上觀看；該王座也在致命玩笑中出現過。
- 遊戲中可以找到有關續集的彩蛋，該彩蛋由於藏的太過隱秘而一直沒人發現，最後還是由遊戲製作人員親自透漏。在阿卡漢宅邸裏的院長辦公室中，進門左手邊有一個隱藏的密室，玩家必須靠連續三個爆破膠才能炸開門。玩家可以在密室中找到奎西·夏普為「阿卡漢城市」做的安排，以及續集中所使用的概念圖。
- 在阿卡漢宅邸的楊醫師辦公室外的停屍間裏，玩家可以找到忍者大師的屍體，該景象也會作為謎語人的謎語之一。而解開該謎語後，玩家如果離開該場景後再回來的話，可以發現忍者大師的屍體已經消失。

## 開發
遊戲於2008年8月首次公佈，由Eidos Interactive和華納兄弟互動娛樂協助Rocksteady Studios進行開發。Eidos於2007年春季取得遊戲製作權，當時Rocksteady Studios知名度並不高，但Eidos在參考後者的遊戲原型後決定與工作室接觸。Rocksteady在Eidos要求下報告了對遊戲的呈現方式，在2007年5月時已開始遊戲概念開發，製作工作在9月全面展開。DC漫畫在2007年末接觸編劇保羅·迪尼（Paul Dini），為遊戲構思原創劇情。迪尼認為此構思吸引而且相信市面蝙蝠俠遊戲大多改編自電影和電視，擁有原創理念的遊戲並不多。DC漫畫以配合電子遊戲的操作為前提向迪尼了解其劇作方向，其構思其後被認為與Rocksteady的意念吻合。Rocksteady在迪尼加入開發團隊時已研究把遊戲地點定於阿卡姆瘋人院內，而病院被初步設計為一座位於島嶼上的大型設施。演員陣容當時仍未有定案，但小丑被認為將會扮演重要角色。遊戲與劇情的開發同時進行，但遊戲技術上的限制使劇情需要作出配合。開發目標為使遊戲足以吸引玩家（特別是對蝙蝠俠系列興趣不大的玩家）投入八至十小時完成遊戲。Rocksteady為迪尼提供指引，以免過於偏重劇情或角色發展。
遊戲受漫畫《阿卡漢精神病院：怵目地球上的驚心之屋》和2007年電子遊戲《生化奇兵》的劇情敍述和氣氛影響；各工具和能力互相配合使用的靈感來自《薩爾達傳說》和《銀河戰士系列》。設計團隊抽出配合蝙蝠俠的元素並加以強調，違反角色特徵的構思則被廢除，此外像蝙蝠俠從不殺害敵人等部分元素被嚴格遵守，對平衡玩家自由和角色設定造成挑戰。團隊認為阿卡姆瘋人院能使玩家局限在包括不同敵人的有限空間內，相反開放式世界會使玩家能獲得支援或返回蝙蝠洞而遠離了敵人。團隊希望遊戲能包含蝙蝠俠系列的著名象徵，因此在早期製作階段已決定蝙蝠俠、小丑和哈利·奎恩分別由動畫系列沿用配音擔任。
遊戲開發耗時約21個月，開發團隊從最初為40人擴大至遊戲完成時約60人。戰鬥系統經歷了三次重大修改，被認為是開發過程中最大的挑戰之一。Rocksteady最初以節奏動作遊戲為基礎設計戰鬥，其後改為以著色圓圈互相碰撞的2D系統，最終版本以此為基礎。系統被設計為以簡單操作方式反映蝙蝠俠能輕易做出相關的動作。此外蝙蝠俠斗蓬的程式編寫被指耗時兩年，使用了多達七百個動畫和聲效以營造真實感。
部分蝙蝠俠系列人物因未能配合劇情而被開發團隊否決加入，例如急凍人的動機與小丑不同、不像謎語人般執著於證明自己比蝙蝠俠優越、也不會理會其他超級罪犯的計劃；毒膝女盤踞之植物園中原定有地下迷宮而瘋帽客就在其中，但團隊認為以上設定與遊戲氣氛不吻合而廢除。蝙蝠車與蝙蝠戰機原定為可使用交通工具，但團隊為免開發駕駛系統和相關遊戲情節過於費時導致質素下降而否決，最終只在遊戲出現而無法由玩家操縱。
在遊戲開發工作完成前七個月分，Rocksteady已在構思續作並確保使兩款遊戲間的敍事性質能保持一致。與續作有關的提示、藍圖和概念藝術被藏在瘋人院院長辦公室內的密室中，其存在於遊戲發售後六個月後才被Rocksteady公開。
遊戲音樂由羅恩·費什（Ron Fish）和尼克·阿倫道爾（Nick Arundel）創作，後者也負責創作續作《蝙蝠俠：阿卡姆之城》的音樂。
為營造遊戲美學，團隊進行設計時結合了漫畫和現實風格：建築物和角色需要跨張以呈現蝙蝠俠系列的世界，但也需要真實的質感和細節。團隊也為遊戲世界（特別是瘋人院）重新建構了黑暗和哥德式的意象以營造瘋狂的感覺。蝙蝠俠造型受漫畫家詹姆·李（Jim Lee）的作品影響，被塑造成強壯健碩，從而使玩家相信他體質足以進行極限戰鬥；其黑灰服裝源自現代版本和帶有軍事和工業色彩，前後繪製了13個概念設計才決定最後外觀。由於開發團隊只獲得原創蝙蝠俠的版權，畫師在描繪小丑時避免了參考電影版小丑，轉為參考1988年視覺小說《蝙蝠俠：致命玩笑》的角色設計；哈莉·奎茵設計被大幅度改變，其紅黑全身服裝和小丑帽被換成包含護士與女生制服元素的服裝。

## 評價
遊戲獲一致好評。GameRankings與Metacritic分別為遊戲Xbox 360版本給予92.34分和92分、PlayStation 3版本給予92.07分和91分、以及微軟視窗版本給予91.89分和91分。遊戲亦入選健力士世界紀錄，曾成為最受歡迎超級英雄遊戲（Most Critically Acclaimed Superhero Game Ever）。
遊戲被評為史上最佳漫畫超級英雄遊戲之一。Edge表示遊戲從某程度上而言是現今最佳的超級英雄遊戲；IGN成員葛里格·米勒（Greg Miller）形容遊戲是史上最偉大的漫畫遊戲；Eurogamer成員丹·懷特黑德（Dan Whitehead）稱遊戲為無容置異的最佳超級英雄遊戲，當中圖像絕佳、劇情令人信服、配音出色，即使沒有蝙蝠俠也是一部精細和引人入勝的遊戲；PlayStation 3雜誌成員安迪·凱利（Andy Kelly）表示Rocksteady取得了完美的平衡，賦予了玩家超級英雄的力量，同時設定了足夠的弱點使遊戲具有挑戰性，是平衡和設計的非凡傑作；連線成員基斯·高勒（Chris Kohler）表示遊戲強項在於緊湊的劇情和出色的聲演，使一款原本可能很普通的遊戲變得迷人；1UP.com成員斯里·古恩（Thierry Nguyen）表示Rocksteady結合了戰鬥、潛行、敍事和動畫配音，使之成為當時為止最佳的蝙蝠俠數碼模擬。
部分評論認為遊戲的獨特冒險、與遊戲世界的連繫和創新的構思與《生化奇兵》等遊戲相近，此外冒險風格類似《薩爾達傳說系列》 ；世界建構類似《銀河戰士系列》；混合了肉搏戰、潛行和平台的經典動作冒險類似《生化危機系列》和《古墓麗影系列》。
遊戲世界的設計和細節廣受評論讚揚。Game Informer成員安德魯·萊納（Andrew Reiner）表示遊戲背景氣氛緊張迷人，是一個驚嘆和恐怖之地；米勒表示遊戲世界正確地結合了恐怖和時髦，亦欣賞蝙蝠俠服裝能反映劇情進展帶來的損傷，但認為像素化電腦成像和聲唇劃一問題減弱了遊戲外觀；懷特嘿表示出色的動畫使蝙蝠俠看上去像活的一樣，但寫道遊戲世界沒有生氣和缺乏可互動物件，亦批評角色邏輯在部分情節中為遊戲橋段作出了犧牲，例如重複以毒氣和接電地面作為障礙。
戰鬥系統因操縱簡單而獲得好評，指出玩家不必學會複雜的特殊技組合就能有效運用，亦強調了以節奏和流動造出流暢、有美感和暴力的攻擊。評論表示即使戰鬥加入了更難對付的敵人仍具挑戰性，充分鼓勵了掌握戰鬥的玩家但不懲罰未能掌握的玩家。潛行的設計和多樣的制敵方式同獲好評。電腦與電子遊戲成員安迪·羅賓遜（Andy Robinson）表示潛行是遊戲的核心，遊戲是喜歡思考的人的潛行遊戲；Edge表示遊戲提供的潛行令人興奮；部分評論對敵人看見同伴倒下後表現驚慌作出正面回應，但部分批評人工智能不足，使蝙蝠俠在被發現後能輕易逃走，也對蝙蝠俠的存在沒有反應。懷特嘿表示潛行帶來的滿足感較戰鬥遜色，指出在狹窄空間中對蝙蝠俠的操作出現困難和環境動作不一致。
評論大多認為頭目戰是遊戲一大缺點，缺乏新意和單調重複，玩家須背誦和重複單一的戰鬥方式，當中班恩之戰已在普通戰中體驗過，而且玩家須面對重複的攻擊模式和即死攻擊，因此大多認同頭目戰相對整體劇情而言是反高潮。評論亦指與小丑的最後一戰是愚蠢，以及鱷魚人之戰沈悶和過長，兩場戰鬥均不應存在於遊戲中。稻草人之戰則幾乎獲一致好評，當中以恐懼氣體幻化而成的幻覺被指打破了第四面牆、顛覆了遊戲的固有劇情敍述方式和期望、以及媲美1998年遊戲《潛龍諜影》的Psycho Mantis之戰和2002年遊戲《永恆黑暗》。
主要角色的聲演普遍獲正面評價，其中飾演小丑的馬克·漢米爾獲一致好評，認為他傑出的抑揚頓挫和說話節奏產生了咯咯笑的狂野演出，最為受歡迎；古恩表示除了《蝙蝠俠：致命玩笑》內的小丑和2008年電影《蝙蝠俠：黑夜之神》中希斯·萊傑飾演的小丑外，迪尼和漢米爾對小丑的詮釋最為出色。

## 系列其他作品
| 遊戲標題                    | 發行年份 | 電子遊戲機 | 電子遊戲機 | 電子遊戲機 | 電子遊戲機 | 電子遊戲機 | 電子遊戲機 | 電子遊戲機 | 電子遊戲機 | 電腦PC | 電腦PC | 掌機 | 掌機 | 手機 | 手機 | VR      |
| 遊戲標題                    | 發行年份 | PS3        | PS4        | PS5        | Wii U      | NS         | X360       | XOne       | XSX        | Mac    | Win    | 3DS  | Vita | 安卓 | iOS  | Quest 3 |
| --------------------------- | -------- | ---------- | ---------- | ---------- | ---------- | ---------- | ---------- | ---------- | ---------- | ------ | ------ | ---- | ---- | ---- | ---- | ------- |
| 蝙蝠俠：阿卡漢瘋人院        | 2009     | 是         | 是         | 否         | 否         | 是         | 是         | 是         | 否         | 是     | 是     | 否   | 否   | 否   | 否   | 否      |
| 蝙蝠俠：阿卡漢城市          | 2011     | 是         | 是         | 否         | 是         | 是         | 是         | 是         | 否         | 是     | 是     | 否   | 否   | 否   | 否   | 否      |
| 蝙蝠俠：阿卡漢城市 封閉     | 2011     | 否         | 否         | 否         | 否         | 否         | 否         | 否         | 否         | 否     | 否     | 否   | 否   | 是   | 是   | 否      |
| 蝙蝠俠：阿卡漢起源          | 2013     | 是         | 否         | 否         | 是         | 否         | 是         | 否         | 否         | 否     | 是     | 否   | 否   | 否   | 否   | 否      |
| 蝙蝠俠：阿卡漢起源 (手機版) | 2013     | 否         | 否         | 否         | 否         | 否         | 否         | 否         | 否         | 否     | 否     | 否   | 否   | 是   | 是   | 否      |
| 蝙蝠俠：阿卡漢起源 黑門     | 2013     | 是         | 否         | 否         | 是         | 否         | 是         | 否         | 否         | 否     | 是     | 是   | 是   | 否   | 否   | 否      |
| 蝙蝠俠：阿卡漢騎士          | 2015     | 否         | 是         | 是         | 否         | 是         | 否         | 是         | 否         | 否     | 是     | 否   | 否   | 否   | 否   | 否      |
| 蝙蝠俠：阿卡漢地獄          | 2016     | 否         | 否         | 否         | 否         | 否         | 否         | 否         | 否         | 否     | 否     | 否   | 否   | 是   | 是   | 否      |
| 蝙蝠俠：阿卡漢VR            | 2016     | 否         | 是         | 否         | 否         | 否         | 否         | 否         | 否         | 否     | 是     | 否   | 否   | 否   | 否   | 否      |
| 自殺突擊隊：戰勝正義聯盟    | 2024     | 否         | 否         | 是         | 否         | 否         | 否         | 否         | 是         | 否     | 是     | 否   | 否   | 否   | 否   | 否      |
| 蝙蝠俠：阿卡漢之影          | 2024     | 否         | 否         | 否         | 否         | 否         | 否         | 否         | 否         | 否     | 否     | 否   | 否   | 否   | 否   | 是      |
| 注明 1. 2. 3.               |          |            |            |            |            |            |            |            |            |        |        |      |      |      |      |         |